# Дыроватый Камень
Дыроватый Камень — гора в Свердловской области России высотой 526 метров. Расположена в 18 километрах на юго-запад от города Ревды. Геоморфологический и ботанический памятник природы, популярное место туризма. На вершине горы в скальном выходе имеется небольшое (1–1,5 метров) сквозное отверстие ромбовидной формы.

## Географическое положение
Гора Дыроватый Камень высотой 526,7 метра расположена на территории муниципального образования «городской округ Ревда» Свердловской области, в истоке реки Кислянка (правый приток реки Ревда), в 9 километрах к востоку от посёлка Мариинск, в 18 километрах на юго-запад от города Ревда, . Находится в 126, 127 кварталах Октябрьского лесничества, на границе Европы — Азии. Таким образом, западный склон горы находится в Европе, а восточный — в Азии. Входит в состав Ревдинско—Уфалейского хребта, находится в 17 километрах на север от высшей вершины горы Азов. Геоморфологический и ботанический памятник природы. Гора является местом произрастания эндемиков уральской флоры.

## Описание
Название Дыроватый камень (или Дыратый) получила от того, что на вершине имеется скальный выход в виде арки — дыры, размером в 1,5 метра. Скалы поражают своим разноцветием — это различные лишайники. Их большое количество свидетельствует о том, что гора находится в экологически чистой зоне. Здесь проходит восточная граница произрастания ильма. Гора полностью покрыта лесом. Можно забраться на саму вершину скалы, высота которой 20-30 метров. Скалы, почти отвесные, сложены породами габбро. Сверху открывается живописный вид на окрестности.
Дыроватый камень - геоморфологический и ботанический памятник природы Свердловской области с 1983 года, площадь охраняемой территории 230 га.

## История
В 1950-е годы при топографической съёмке картографы допустили ошибку, решив исправить «неправильное» название «Дыратый» на «Дыроватый». Ещё одна ошибка топографов в том, что горы Дыратый Камень и Воробей перепутаны местами. В дневнике П. Н. Белоглазова есть упоминание, что на горе находятся остатки поселения железного и бронзового века.